# Bultei
Bultei är en ort och kommun i provinsen Sassari i regionen Sardinien i Italien. Kommunen hade 924 invånare (2017).